# Memecylon teitense
Memecylon teitense är en tvåhjärtbladig växtart som beskrevs av Gerald Ernest Wickens. Memecylon teitense ingår i släktet Memecylon och familjen Melastomataceae. IUCN kategoriserar arten globalt som sårbar. Inga underarter finns listade i Catalogue of Life.